# Dragomir Malić
Dragomir Malić, serb. Драгомир Малић (ur. 28 października 1913 w Oštrej Luce, zm. w 8 czerwca 1979) – jugosłowiański inżynier, specjalista z zakresu termodynamiki, pierwszy rektor uniwersytetu w Banja Luce.

## Życiorys
Ukończył gimnazjum w Banja Luce, uczestniczył w działalności rewolucyjnej. Studiował na wydziale technicznym na uniwersytecie w Belgradzie od 1937 do 1941 roku. Zapisał się w 1937 roku do Związku Młodzieży Komunistycznej Jugosławii (SKOJ). Wstąpił do Związku Komunistów Jugosławii w 1945 roku w. Działał nielegalnie na rzecz wyzwolenia Jugosławii podczas II wojny światowej. Po jej zakończeniu przebywał na specjalizacji w Czechosłowacji oraz w Nowym Jorku na Uniwersytecie Columbia. Doktoryzował się w Wyższej Szkole Technicznej w Wiedniu w 1949 roku. Został docentem macierzystego wydziału, w 1956 roku profesorem nadzwyczajnym tegoż wydziału. Został profesorem zwyczajnym na wydziale górniczo-geologicznym w Belgradzie w 1960 roku, a w 1963 roku został tamże profesorem zwyczajnym na wydziale technologicznym. Został wybrany pierwszym rektorem uniwersytetu „Đuro Pucar Stari” w Banja Luce w 1975 roku, piastował to stanowisko do śmierci w 1979 roku. 

## Odznaczenia
- Orden rada sa crwenom zastawom(inne języki)[1]
- Orden zasługa za narod(inne języki) sa złatnom zwijezdom[1]
- nagroda Kołubara 67[1]

## Dorobek naukowy
Wprowadził jako pierwszy w Jugosławii kurs termodynamiki procesów nieodwracalnych na studiach podyplomowych na wydziale technologiczno-metalurgicznym, mechanicznym i elektrotechnicznym w Belgradzie. Zajmował się rozwiązywaniem problemów z zakresu termodynamiki i techniki cieplnej w przemyśle i energetyce. Opublikował 84 lub 134 prace naukowe, przetłumaczył jedną książkę, opracował sześć projektów wykonawczych.